# 修會 (天主教會)
在天主教會中，修會（religious order）是一種奉獻生活的團體，由發聖願的會士所組成，屬於一類宗教團體。
修會的子分類包括：
- 律修司祭（英语：Canon regular）：誦唸聖日課，服務於教堂，有時也服務於堂區的司鐸與修女；
- 常規聖職（英语：Cleric regular）：發聖願並過積極使徒生活的司鐸；
- 托缽修會（mendicants）：包括修士與修女，可能居住於修院，依賴施捨維生，誦唸聖日課，男性成員則參與使徒活動；
- 隱修會 ：修士與修女居住於修道院，誦唸聖日課，並從事勞作。

天主教修會始於西元500年代，首個修會為本篤會（Order of Saint Benedict），成立於529年。最早的修會還包括熙篤會（Cistercians，1098年）、普雷蒙特會（Premonstratensians，1120年）、由亞西西的方濟各創立的貧窮修女會（Poor Clares，1212年），以及克呂尼改革運動（Cluny，1216年）的本篤改革支派。這些修會大多為獨立的修道院所組成的聯合體，透過一種鬆散的領導與監督體系而團結。
後來出現了托缽修會，如加爾默羅會、小兄弟會、多明我會、至聖三位一體會與奧斯定會。這些托缽修會的宗旨是不擁有財產，而是依靠施捨並到需要的地方服務。其領導結構以每位成員為單位，而非以各修院為單位，直接向上級服從。
過去，區分修會與其他奉獻生活團體的主要標準，是其成員所發的聖願種類；若依此標準，最後一個成立的修會為伯利恆兄弟會，創於1673年。 不過到了20世紀，一些不屬於修會的團體也獲得允許發聖願（至少貧窮聖願），使得這一區分逐漸模糊。

## 主要區別標誌
莊嚴的誓言最初被認為是不可解除的。正如下文所述，後來開始有豁免，但最初甚至連教宗都無法解除。若某位修會成員因正當理由被逐出，其貞潔聖願仍保持不變，因此其所進行的任何婚姻行為皆屬無效；服從聖願則一般轉而要求服從主教，而非修會的上級；貧窮聖願會依新的情況做出調整，但這位被逐出的修道人「例如不能將財產遺贈給他人；他所得的財物在其去世時將歸還給其修會或教廷。」

### 1917年對區分的削弱
《教會法法典》將「修會」（religious order）一詞保留給那些發聖願的團體，而將發簡願的團體稱為「修會會眾」（或簡稱 congregation）。 男性修會成員被稱為「regulars」；屬於修會會眾的成員則單稱為「religious」，此詞也適用於regulars。 對女性而言，發簡願者稱為「religious sisters」；而「修女」這一術語在教會法中保留給那些屬於發聖願團體的女性，即使某些地區允許她們僅發簡願。
然而，1917年法典廢除了「聖願不可解除」這一區分，承認所有修願均可因正當理由被解除，從而為拉丁教會廢除了聖願與簡願間的實質分別，雖仍保留部分法律區別。
實際上，即便在1917年以前，聖願的解除也已可由教宗親自授與，而教廷某些部門與授權上級也可解除簡願。
1917年法典保留了法律上的區分，規定任何由莊嚴宣誓的修道士或宣誓簡單誓言的人所嘗試的婚姻無效，而這些誓言被梵蒂岡賦予了婚姻無效的效力；同時規定，除非聖座另有規定，任何簡單誓言均不會導致婚姻無效。因此，修會成員被絕對禁止結婚，他們嘗試的任何婚姻均無效。宣誓簡單誓言的人有義務不結婚，但如果他們違背了誓言，婚姻仍被視為有效。
另一項差異是：發聖願的修道人喪失擁有財產與繼續取得財產的權利；而簡願修道人雖被貧窮聖願禁止使用與管理財產，但仍保有財產的所有權與取得權，除非修會會憲另有規定。
法典頒布後，許多簡願修會向教廷請求許可發聖願。1950年11月21日的《基督的淨配》讓女性修道院（嚴格意義上的修女）更易取得此許可，但不包括從事使徒工作的修會。這些修會後來多只請求發貧窮聖願。梵二末期，司鐸修會總會長與修會會長獲授權，若簡願修士有正當理由申請，則可允許其放棄財產（僅保留離會時的生活必需部分）。這些變化進一步模糊了修會與會眾的界線，因為部分原為簡願修會的成員後來也發三項聖願，或僅發貧窮聖願而保留其他兩項為簡願。
1983年以後的變動
現行《教會法》雖保留聖願與簡願的區分，但不再承認其法律效力上的差異，也不再區分修會與會眾，而統稱為「奉獻生活團體」（religious institute）。
雖然「聖願」過去是「修會」的象徵，如今若要判斷一個聖願的性質，必須查閱該奉獻生活團體的特定法規。
《宗座年鑑》仍區分「修會」（Ordini）與「司鐸修會會眾」（Congregazioni Religiose Clericali）。有些作者將「修會」（religious order）與「奉獻生活團體」（religious institute）視為同義詞；教會法學者尼可拉斯・卡法第（Nicholas Cafardi）指出，「修會」其實只是口語用法，法典用詞為宗教機構。

## 權威架構
修會的特色之一是具有「總會長」所領導的等級式結構，管轄下屬團體。但本篤會例外，其為修道院獨立制，每座修院皆為自治單位，故從技術上不屬於「修會」。然而，本篤會在全球各獨立修院之間，仍有經教宗批准的章程與組織方式。而所謂「聖本篤會大主教院長」（Abbot Primate），其職責更接近主教團中的「首席主教」，而非如道明會或耶穌會等修會中的「總會長」。
聖奧斯定的修會章程亦類似本篤會，分為八個會省，各由「修道院長」（abbot general）領導，整體則設有「聖奧斯定聯合常規聖職大主教院長」（Abbot Primate of the Confederated Canons Regular of Saint Augustine）。熙篤會則有十三個會眾(congregations)，各由總院長或主席院長領導，但無設「大主教院長」之名。

## 宗座年鑑中男性修會列表
《宗座年鑑》收錄了男性奉獻生活團體的名錄，稱為「歷史—法律優先順序表」（Elenco Storio-Giuridico di Precedenza）。該表按順序排列各類團體：修會（劃分成律修司祭、隱修會、托缽修會、常規聖職）、司鐸修會會眾、平信徒修會會眾、東方教會修會會眾、世俗的使徒生活團體、使徒生活團體。 此表見於1964年版《宗座年鑑》第807至870頁，標題為「完美狀態（獲宗座認可的男性團體）」。1969年起標題改為「男性宗座認可的修會與世俗團體」，一直沿用至1975年。自1976年起（當時《教會法典》修訂已在進行），此表加註為「歷史—法律列表」。